# Horacio Quiroga
Horacio Quiroga (Salto, 31. prosinca 1878. – Buenos Aires, Argentina, 19. veljače 1937.), urugvajski pjesnik, dramatičar i pripovjedač. Jedan od najvećih hispanskoameričkih, ali i svjetskih majstora kratke priče. Pisac je presudna utjecaja na formiranje moderne hispanskoameričke književnosti.

## Životopis
Rodio se 31. prosinca 1878. godine u Saltu u Urugvaju, a preminuo je 19. veljače 1937. godine u Buenos Airesu u Argentini.
Quiroga je pisac tragičnih i bizarnih tema, ali i nesretne osobne sudbine, svojevrsni latinoamerički Edgar Allan Poe, koji je inspiraciju i građu za svoja djela crpio iz svojega neobičnog života, ispunjenoga ubojstvima, smrtima, životom u prašumi.
Quiroga je pisao i drame i poeziju, ali svoj je pravi izraz pronašao u kratkoj proznoj formi te se proslavio živopisnom kratkom pričom koja uspjelo spaja elemente modernizma i naturalizma. Opsesija smrću i njezina stalna postojanost u Quiroginu životu postala je tako dominantna tema njegova opusa. Prisutnost misterioznog, zastrašujućeg te neočekivanog i bizarnog obrata u njegovim djelima otkrivaju vidljiv trag Poeova utjecaja (od kojega je preuzeo i formu), ali specifična atmosfera južnoameričkih gradića s kraja 19. stoljeća, gdje je smještena većina radnji, izvorna je Quirogina kvaliteta.
Takav pristup te uspio spoj tematike i forme, koji je kasnije postao zaštitnim znakom hispanskoameričkog moderniteta, učinio ga je tvorcem moderne hispanskoameričke kratke priče. Quiroga je u tom smislu izvršio presudan utjecaj na stvaralaštvo Julija Cortázara i Gabriela Garcíje Márqueza, kao i na čitav pravac magijskog realizma. Njegov opus prelazi preko 200 kratkih priča od kojih su najpoznatije ukoričene u zbirku Priče o ljubavi, ludilu i smrti (Cuentos de amor, de locura y de muerte), napisanu 1917. godine, u kojoj Quiroga obrađuje mračne aspekte ljudske prirode,  zločine, bolesti, strasti, a njih prikazuje virtuoznim pripovjedačkim umijećem kojim čitatelja drži u stanju postojane i suptilne napetosti i nelagode. Zbirka je odmah po objavi polučila uspjeh kod kritike, a danas se smatra klasičnim djelom hispanskoameričkoga modernizma.
Među ostalim zbirkama izdvajaju se: Priče iz prašume (1918.), Anakonda (1921.), i Pustinja (1924.).
Hrvatskoj čitateljskoj publici gotovo je posve nepoznat jer do sada nije objavljeno ni jedno njegovo djelo na hrvatskom jeziku, uz iznimku koju čini priča Jezik, koja je tridesetih godina prošloga stoljeća objavljena u nizu 1000 najljepših novela, koji je uređivao Ljubo Wiesner.